# 12124 Хвар
12124 Хвар (12124 Hvar) — астероїд головного поясу, відкритий 6 вересня 1999 року.
Тіссеранів параметр щодо Юпітера — 3,283.